# Sinhá Moça (film din 1953)
Sinhá Moça (titlul original: în portugheză Sinhá Moça) este un film dramatic brazilian, realizat în 1953 de regizorul Tom Payne, după romanul omonim al scriitoarei Maria Dezonne Pacheco Fernandes, protagoniști fiind actorii Eliane Lage, Anselmo Duarte, Ruth de Souza și Eugênio Kusnet. 

## Rezumat
În Brazilia secolului al XIX-lea, tinerii din statul São Paulo luptă împotriva sclaviei negrilor și a fermierilor care o susțin. Pe acest fundal, Sinhá Moça se îndrăgostește de un tânăr avocat și se implică într-o mare poveste de dragoste...

## Distribuție
- Eliane Lage – Sinhá Moça
- Anselmo Duarte – Rodolfo Fontes
- Ruth de Souza – Sá Bina (Balbina)
- Eugênio Kusnet – fratele José
- José Policena – colonelul Lemos Ferreira
- Marina Freire – Clara
- Lima Neto – dr. Fontes
- Henricão – Justino
- João da Cunha – Fulgêncio[1]
- Abílio Pereira de Almeida – procurorul
- Renato Consorte – învățătorul
- Labiby Madi – Dona Osória
- Ricardo Campos – Benedito
- Amélia de Souza – Lucinda
- Artur Herculano – farmacistul
- Domingos Terras – Camargo

## Premii și nominalizări
- Festivalul de Film de la Veneția (1954)

Leul de Bronz (Mențiune de onoare)
- Festivalul de Film de la Berlin (1954)[3]

Ursul de Argint (Mențiune de onoare)
- Festival de Havana (1954)[2]

Cel mai bun film al anului pe teme sociale
- Prêmio Governador do Estado de São Paulo[2]

Cel mai bun rol secundar masculin (Eugênio Kusnet, João da Cunha și Ricardo Campos)
Cea mai bună scenografie (João Maria dos Santos)
- Premiul Saci (1953)[2]

Cel mai bun producător (Edgar Batista Pereira)
Cea mai bună actriță (Eliane Lage)
Cea mai bună actriță în rol secundar (Ruth de Souza)
- Premiul O Índio (1953) al revistei Jornal de Cinema[2]

Cel mai bun actor în rol secundar (Henricão)
Cea mai bună actriță în rol secundar (Ruth de Souza)
Cea mai bună scenografie (João Maria dos Santos)
- Festivalul de la Punta del Leste (1954)[2]

Premiul Oficiului Catolic al Cinematografiei

## Literatură
- Maria Dezonne Pacheco Fernandes, Sinhá Moça. Tânăra stăpână, București, 1994: Editura Merope, p. 252;